# 伊斯梅爾汗
穆罕默德·伊斯梅爾汗（波斯語：‎；1946年—），塔吉克族阿富汗軍閥及政治人物。
他最初是阿富汗民主共和國赫拉特省政府軍上尉，後因不滿阿富汗人民民主黨政策而率領軍隊嘩變（1979年赫拉特叛亂）。此事件標誌著蘇聯對阿富汗軍事干預的序幕。在蘇聯入侵阿富汗後他成為布爾漢努丁·拉巴尼的伊斯蘭促進會的西部指揮官，在1992年即蘇聯撤出阿富汗兩年後，伊斯梅爾汗成為赫拉特長官。
在1995年，他與馬蘇德合作抵抗塔利班進攻，甚至襲擊塔利班的據點坎大哈但被擊退。後來伊斯蘭促進會的盟友，因烏茲別克族阿布都·拉希德·杜斯塔姆將軍倒戈，並攻擊赫拉特使塔利班接管了赫拉特省。伊斯梅爾汗和8000人被逼逃往伊朗。他曾被關押在坎大哈，在1999年3月逃脫，從而恢復為赫拉特省省長。
在2005年，伊斯梅爾汗成為阿富汗水和能源部長。
在2021年，塔利班對阿富汗全國展開攻勢，試圖重建塔利班政權。長年割據赫拉特的伊斯梅爾汗宣佈支持阿富汗國家安全部隊阻擋塔利班攻勢，並動員其支持者組成的民兵部隊協防赫拉特。但最終赫拉特於8月12日被塔利班攻佔。伊斯梅爾汗試圖通過直升機逃跑，但被塔利班抓獲。其後塔利班采訪了他，並聲稱他和他的部隊已經加入塔利班。在經過與塔利班談判後，獲得釋放，被允許返回住所。隨後他流亡到伊朗的馬什哈德，聲稱自己的被俘是塔利班的陰謀導致。